# 正法寺 (岐阜市小野)

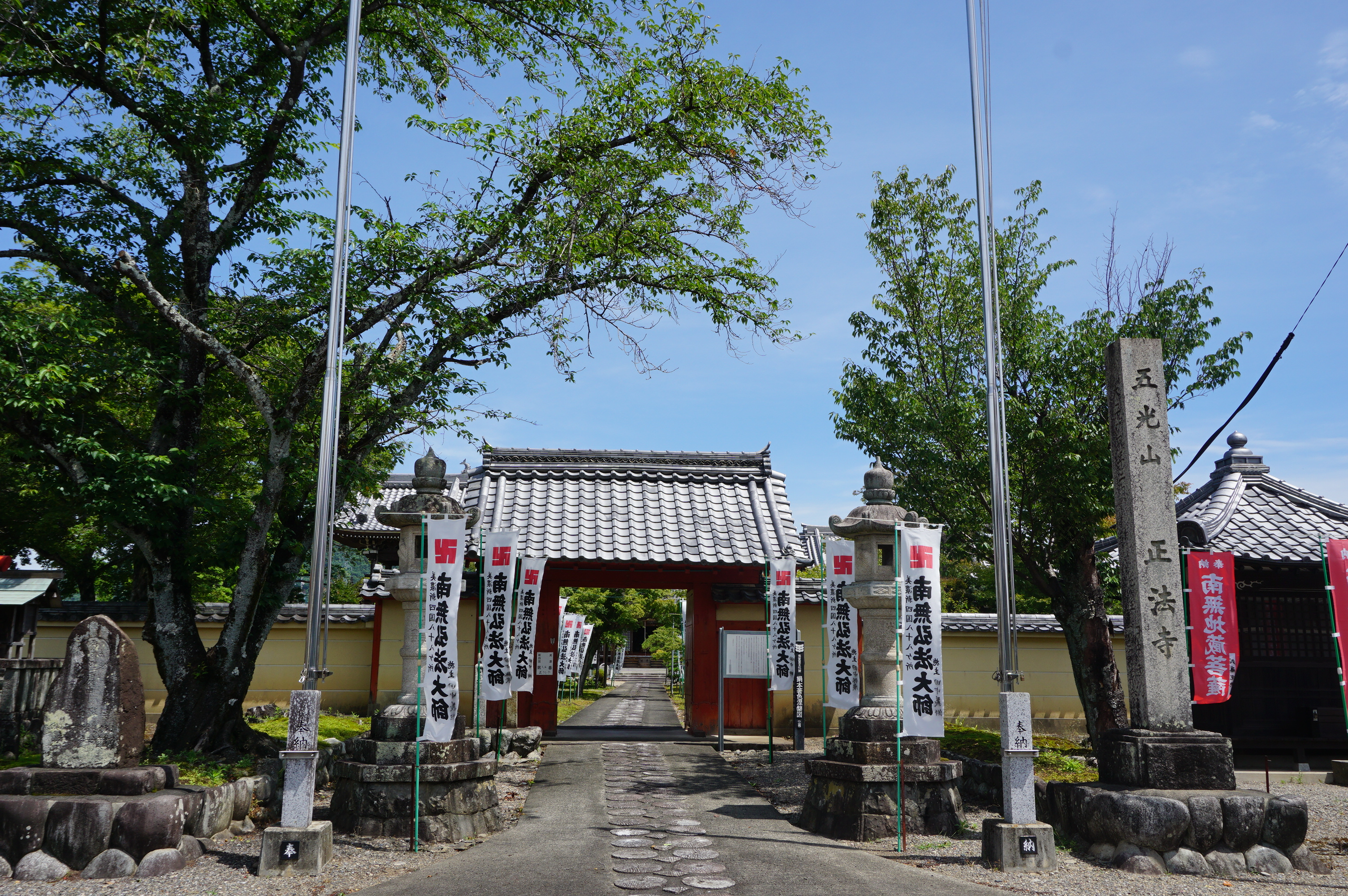
お寺南側の山門からの写真

正法寺（しょうぼうじ）は、岐阜県岐阜市小野(この)にある真言宗古義派の寺院で、山号は五光山。古くは奈良時代に始まるとされるが、幾度か兵火に罹りその歴史は途絶えている。美濃四国56番札所。岐阜大仏で知られる正法寺とは異なる。また、岐阜市には土岐頼康により建立された正法寺が薬師町に史跡として存在する。
天平17年（745年）に光明皇后の発願により大慈山花光院観音洗寺として建立されたと伝わるが、年月を経て小堂のみ残して廃絶同然の状態になったと伝わる。寛正6年（1465年）、美濃国守護土岐成頼が妙心寺六祖雪江宗深和尚を開山とし、医王山正法寺として臨済宗妙心寺派の寺院に改めている。その後、妙心寺派が四派によって管理されるようになると、そのうち東海派の寺院となった。天文11年（1542年）、永禄5年（1562年）の2度にわたって戦禍を被り、再び廃寺寸前となるが、黒野城主として入部した加藤貞泰により文禄3年（1594年）に古義真言宗の五光山蓮華王院正法寺として復興を遂げた。
境内には本堂のほか、観音堂、地蔵堂、三尺坊堂や弥陀堂がある。所蔵している涅槃図2幅は優品として岐阜県の文化財に指定されている。